# Unix
Unix (официалната търговска марка е UNIX) е семейство от многозадачни и многопотребителски компютърни операционна системи, които произлизат от оригиналната AT&T Unix, разработена през 60-те и 70-те години на 20 век от група специалисти от AT&T, работещи в Bell Labs. В състава на работната група влизат Кен Томпсън, Денис Ричи и Дъглас Мак Илрой. В днешно време Unix има различни версии, разработени през годините от AT&T, както и от други комерсиални доставчици и некомерсиални организации.
Сегашният собственик на търговската марка UNIX е консорциумът за индустриални стандарти The Open Group. Правата върху изходния код на Unix обаче са оспорвани в дело от 2004 г., в което доставчикът на UNIX SCO Group обвинява Novell в оклеветяване на името (slander of title). Забележете, че собственикът на търговската марка използва названието UNIX, а не Unix. Терминът UNIX не е акроним, а следва историческата конвенция компютърните системи да се именуват с главни букви като ENIAC и MISTIC.
Само системи, напълно съвместими и сертифицирани по UNIX спецификацията (Single UNIX Specification) могат да се наричат „UNIX“. Другите се наричат „Unix-подобни“ (Unix-like).
В началото на 70-те и 80-те, когато компютрите не са толкова разпространени, академичните кръгове са вдъхновени от Unix, което води до широкомащабното ѝ възприемане (най-вече на варианта BSD, създаден в Калифорнийския университет в Бъркли), а също и от нови компании като Sun Microsystems. В наши дни в допълнение на сертифицираните Unix системи, Unix-подобните операционни системи като Linux и Mac OS X са често срещани.
Понякога названието традиционен Unix се използва за Unix или за операционна система с характеристики на Version 7 Unix или UNIX System V.

## Въведение
Първоначално Unix е предназначена да бъде удобна платформа за програмисти, разработващи софтуер. Постепенно системата се разраства и се разпространява в академичните кръгове, където ползвателите започват да добавят свои програми и инструменти и да ги споделят с колегите си. Unix операционните системи се използват както за сървъри, така и за работни станции. Unix средата и моделът клиент-сървър са основни елементи при разработването на Интернет и при създаването на компютърните мрежи – в контраст с разработките на операционни системи за персонални компютри.
Както Unix, така и C, разработени от AT&T и разпространени в службите на американското правителство и академичните институции, са приспособявани към различни архитектури и операционни системи. В резултат на това Unix се свързва с понятието „отворена система“.
Unix е проектирана като преносима, многозадачна и многопотребителска, когато е във времеразделяща конфигурация. За Unix системите са характерни следните особености: използването на неформатиран текст за запазване на данни; йерархична файлова система; устройствата и някои видове процеси (inter-process communication) (IPC) се третират като файлове; използват се голям брой малки програми, които могат да бъдат навързани заедно чрез интерпретатор на команден ред и чрез канали („pipe“), в контраст с използването на една монолитна програма със същата функционалност. Тези концепции са известни като философия на Unix.
В Unix „операционната система“ се състои от тези инструменти заедно с ядрото (kernel – основната контролираща програма). Ядрото отговаря за пускане и спиране на програмите, за работа с файловите системи и за други задачи от „високо ниво“, които са общи за повечето програми. Най-важната му задача обаче е, че то контролира директния достъп до хардуера и разрешава конфликтите – например когато две програми едновременно искат достъп до едно и също устройство. Затова ядрото има специални привилегии за достъп до системата, което води до отделянето на „потребителско“ и „системно“ пространство.
Микроядрото се опитва да намали размера на ядрото, като разделя ядрото на много малки части изпълняващи определени операции. Във времената на мейнфрейм машините, когато „нормалният“ компютър се състои от твърд диск и терминали за вход-изход, файловият модел на Unix работи много добре, тъй като входно-изходните операции са „линейни“. Но модерните системи имат и по-нови периферни устройства и използват графичен потребителски интерфейс, при който действието с мишката е нов, „събитиен модел“ и моделът на Unix не функционира така добре. През 80-те разработчиците насочват усилията си към системите, поддържащи тези нови устройства, за да осигурят неблокиращ вход-изход, да създадат варианти на междупроцесна комуникация, различни от „pipe“, както и за изваждането на мрежовите протоколи от ядрото.

## История
През 60-те, Масачузетският технологичен институт, AT&T Bell Labs и General Electric работят по експерименталната операционна система Multics (името идва от Multiplexed Information and Computing Service), предназначена за мейнфрейм компютъра GE-645. Целта е създаването на комерсиален продукт, но успех не е постигнат. Multics е интреактивна операционна система с много нови възможности и повишена сигурност. В резултат от проекта е създаден краен продукт, но с много ниска производителност.
AT&T Bell Labs се оттегля и насочва ресурсите си към други проекти. Един от разработчиците от екипа на Bell Labs обаче, Кен Томпсън, продължава да работи, и създава игра за GE-645 мейнфрейм, наречена Пътуване в пространството (Space Travel). Но изпълнявана на GE машината тя е бавна и доста скъпа – изпълнението ѝ струва $75 от дефицитното компютърно време.
С помощта на Дени Ричи Томпсън пренаписва играта на асемблер за друга машина на Digital Equipment Corporation – PDP-7. Този проект заедно с работата му по проекта Multics, кара Томпсън да започне работа по нова операционна система за PDP-7. Той и Ричи ръководят екипа от разработчици от Bell Labs, сред които и Руд Канадей (Rudd Canaday), разработващ файловата система, както и новата многозадачна операционна система. Тя включва интерпретатор от команден ред.

### 70-те
През 1970 проектът е наречен Unics (съкратено от Uniplexed Information and Computing System) и поддържа два потребителя едновременно. Избраното име е приписвано на Брайън Керниган (Brian Kernighan) и представлява шега с Multics – Unix ще прави само едно нещо, но ще го прави добре, за разлика от раздутата и бавна Multics.
Дотогава е липсвала финансова поддръжка от Bell Labs. Когато обаче компанията Computer Science Research Group отправя искане да използва Unix на друга машина, много по-голяма от PDP-7, Томпсън и Ричи успяват да издействат финансиране с обещанието да добавят възможности за обработка на текст към варианта на Unix за PDP-11/20 машина. За първи път операционната система UNIX официално е именувана и се изпълнява на PDP-11/20 през 1970 г. Добавени са програма за форматиране на текст (roff) и текстов редактор,
и трите написани на асемблер за PDP-11/20. Bell Labs подава заявки за патенти за системата за обработка на текст и за редактора. Roff еволюира в troff, първата електронна издателска програма с пълни типографски възможности. Ръководството на UNIX програмиста (UNIX Programmer's Manual) е публикувано на 3 ноември 1971.
През 1973 г. е решено да се пренапише Unix на C. Промяната улеснява модифицирането/прехвърлянето на Unix на други машини (т.е. преносимостта), и дава възможност и други разработчици да създадат варианти. Кодът става по-стегнат и компактен, което води до по бърза разработка на Unix. AT&T прави Unix достъпен за университетите и компаниите, а също и за правителството на САЩ под лиценз. Лицензът включва целия изходен код с изключение на машинно-зависимата част, написана на асемблер за PDP-11. Обаче в края на 70-те се разпространяват копия на машинно-зависимото ядро с коментари под форма на копирана книга на Джон Лион от University of New South Wales – Lions' Commentary on UNIX 6th Edition, with Source Code, което води до приемането на Unix като операционна система за обучение.
Версиите на Unix се определят от версиите на съответните им ръководства т.е. „Fifth Edition UNIX“ и „UNIX Version 5“ се използват за едно и също нещо. Разработката се разширява с версии 4, 5, и 6, пуснати до 1975. Тези версии добавят концепцията за съобщителен канал, водеща до разработката на модулна кодова база, което повиши още повече скоростта на развитие. Версия 5 и по-специално версия 6 водят до множество различни версии на Unix в Bell Labs и извън нея, например PWB/UNIX, IS/1 (първия комерсиален Unix), и пренасянето му на Interdata 7/32 (първия не-PDP Unix) от University of Wollongong.
През 1978 г. е представен UNIX/32V, за VAX компютър. По това време повече от 600 машини изпълняват някаква форма на Unix. Unix версия 7 – последната широко разпространена версия на Research Unix – е представена през 1979 г. Версии 8, 9 и 10 са разработени през 80-те, но са разпространени само в няколко университета. Това води до разработката на Plan 9 from Bell Labs – нова преносима разпределена система.

### 80-те
AT&T лицензира UNIX System III, базирана основно на версия 7, за комерсиално използване през 1982 г. Тя включва поддръжка на VAX. AT&T продължи да лицензира по-старите версии на Unix. За да сложи край на объркването между различните версии, AT&T ги комбинира в UNIX System V Release 1. Тя предлага нови възможности като редактора vi и curses от Berkeley Software Distribution на Unix разработени от Калифорнийския университет в Бъркли. Тя включва поддръжка на Western Electric 3B.
Тъй като новото комерсиално лицензиране на UNIX не е изгодно за академично използване, както са по-ранните версии, разработчици от Бъркли продължават да развиват BSD Unix като алтернатива на UNIX System III и V, първоначално за PDP-11 (2.xBSD завършвайки с 2.11BSD) и по-късно за VAX-11 (версии 4.x на BSD). Много от нововъведенията в Unix първо се появяват в BSD, например C shell с контрол на задачите (създаден по модел на ITS). Най-важният аспект от разработката на BSD е добавянето на TCP/IP кода към Unix ядрото. Усилията на BSD имат като резултат няколко версии, съдържащи мрежовия код: 4.1cBSD, 4.2BSD, 4.3BSD, 4.3BSD-Tahoe („Tahoe“ е прякора на CCI Power 6/32 архитектурата – първата версия на различна ор DEC платформа на BSD ядрото), Net/1, 4.3BSD-Reno (за наподобяване на „Tahoe“, и тъй като тази версия е „хазартна“), Net/2, 4.4BSD, и 4.4BSD-lite. Мрежовият код в тези версии е прародител на TCP/IP мрежовия код, използван сега, включително и кода пуснат по-късно в AT&T System V UNIX и Microsoft Windows. Съпътстващият Berkeley Sockets програмен интерфейс API е де-факто стандарт за мрежови програмни интерфейси и впоследствие е копиран от много платформи.
Други компании започват предлагането на комерсиални версии на UNIX за техните миникомпютри и работни станции. Повечето от тях са разработени въз основа на System V и са лицензирани от AT&T; но има и BSD базирани. Един от водещите разработчици на BSD, Бил Джой(Bill Joy), основава през 1982 Sun Microsystems и създава SunOS (сега Solaris) за техните работни станции. През 1980, Microsoft представя техния първи Unix за 16-битови компютри, наречен Xenix, който Santa Cruz Operation (SCO) прехвърля за Intel 8086 процесор през 1983, и създава Xenix клонинг – SCO UNIX през 1989.
През 1984 г. се сформира група, наречена X/Open, с цел да създаде съвместима отворена система за стандартизиране на UNIX. Към средата на 80-те несъвместимостта между конкуриращите се версии на Unix, наречени Unix войни, пречат на приемането на Unix на пазара, който започна да се доминира от операционните системи на Microsoft. Вдъхновена от разработването на двойни (AT&T/BSD) версии на Unix, IEEE работна група P1003 разработва първия POSIX стандарт за Unix-базирани програмни интерфейси, публикуван през 1988 г.
AT&T добавя в UNIX System V, като заключване на файлове, администриране на системата, потоци, Отдалечена файлова система(Remote File System) и TLI. AT&T си сътрудничи със Sun Microsystems и от 1987 и 1989 г. добавя възможности от Xenix, BSD, SunOS, и System V в System V Release 4 (SVR4), независимо от X/Open. Тази версия консолидира всички предишни възможности в себе си и слага край на конкуриращите се версии. Това обаче означава също и по-високи лицензни такси.

### 90-те
През 1990 г. Open Software Foundation обявява OSF/1, техния Unix стандарт, базиран на Mach и BSD. Фондацията е основана през 1988 и се финансира от няколко Unix компании желаещи да се противопоставят на AT&T и Sun за SVR4. Впоследствие AT&T и друга група формират UNIX International за да се противопоставят на OSF. Този конфликт между конкуриращи се компании е наречен „Unix войни“.
През 1991 г. група от BSD разработчици (Donn Seeley, Mike Karels, Bill Jolitz и Trent Hein) напуска Калифорнийския университет, за да основе Berkeley Software Design, Inc (BSDI). BSDI произвежда напълно функционална комерсиална версия на BSD Unix за Интел базирани компютри, което постави началото на използването на евтини компютри за сериозни изчисления. Скоро след основаването на компанията Бил Жолиц напусна BSDI за да създаде 386BSD, положил началото на FreeBSD, OpenBSD, и NetBSD.
До 1993 г. повечето комерсиални доставчици на UNIX променят техните Unix варианти на System V базирани и добавят много от възможностите на BSD. Създаването на COSE от основните играчи на Unix пазара поставя края на Unix войните, и води до сливането на UI и OSF през 1994 г. Въпреки че запазва името OSF, работата по OSF/1 е спряна същата година. Единствения доставчик, който я използва, е Digital, той продължава разработката и преименува продукта на Digital UNIX в началото на 1995 г.
Скоро след обнародването на UNIX System V Release 4, AT&T продава правата върху UNIX на Novell. Novell разработва своя собствена версия – UnixWare сливайки NetWare с UNIX System V Release 4. Novell я използва срещу Windows NT, но тяхното присъствие на пазара продължава да намалява.
През 1993 г. Novell решава да предаде UNIX запазената марка и правата за сертифициране на X/Open. През 1996 г. X/Open се слива с OSF, създавайки Open Group. Стандартите на Open Group дефинират какво е и какво не е „UNIX“ операционна система.
През 1995 г. бизнесът на администриране и поддръжка на съществуващите UNIX лицензи и правото за разработка на System V кода са продадени от Novell на Santa Cruz Operation. Въпросът дали Novell също продава запазената марка е основа за съдебен процес.

### от 2000
През 2000 г. SCO продава целия UNIX бизнес на Caldera Systems, по късно променила името си на The SCO Group. Този нов играч на пазара започна съдебни процеси срещу потребители и доставчици на Linux. SCO твърдят, че Linux съдържа защитен от закона Unix код притежание на The SCO Group. Другите твърдения са нарушение на търговската тайна от IBM, или нарушаване на договора от бивши клиенти на Santa Cruz, преминали към Linux. Но Novell отрича твърденията на SCO, че държи правата на UNIX кода. Според Novell, SCO (и SCO Group) са франчайз за Novell, която държи основните права, и право на вето към лицензите, давани от SCO, и 95% от прихода. SCO Group не е на това мнение и го оспорва в процес, наречен SCO срещу Novell.
През юни 2005 г. Sun Microsystems решават да открият част от изходния код на Solaris 10 и да стартират проекта OpenSolaris.

## Компоненти
UNIX системата е направена от няколко елемента, които по принцип са пакетирани заедно: Ядро – kernel и още – среда за разработка, библиотеки, документи и преносимия source-code (програмния код). UNIX е всичко в едно – пълна софтуерна система. Това е ключово в развитието на операционната система – използвана е за обучение, предизвиква голям интерес. Всички тези компоненти не правят системата голяма – оригиналната V7 UNIX дистрибуция, съдържаща всичко необходимо плюс сорс кода и документацията не са повече от 10 MB.

## Въздействие
UNIX оказва значително въздействие върху всички следващи операционни системи. За разлика от използвания при ранните компютри асемблер тя е написана на език от високо ниво.
В сравнение с много съвременни операционни системи, третиращи всички видове файлове като към прости масиви от байтове, Unix има драстично опростен файлов модел. В йерархията на файловата система, в която се съдържат и служебните програми и периферните устройства (като например принтери, терминали, или дискове), е необходимо да се осигури единен интерфейс. Това обаче не пасва на простия модел за „поток от байтове“.
Unix популяризира йерархичната файлова система с произволно вложени субдиректории, първоначално въведена от Multics. Останалите разпространени операционни системи в тази ера също могат да разделят запаметяващото устройство на директории или сектори, но те най-често се ограничават само до едно ниво. Няколко големи частни операционни системи накрая разширяват обхвата на под-директориите подобно на Multics. Йерархията DEC's RSX-1M's за „потребителска група“ се развива в така наречените VMS директории, а CP/M се развива в MS-DOS 2.0 субдиректория, докато йерархията на HP MPE group.account и IBM SSP и OS/400 системи библиотеки се свива в по-обширните POSIX файлови системи.
Друго нововъведение на Multics, разпространено от Unix, е създаването на команден програмен интерпретатор с команден ред, достъпна на потребителско ниво и с допълнителни команди, които са представени като отделни програми. Unix ядрото (shell) използва същия език за интерактивни команди, който се използва за скриптиране (shell скриптовете нямат отделен контролен работен език като JCL на IBM). Понеже shell-а и командите на операционната система са просто „още една програма“, потребителят може да избере (или дори сам да напише) собствения си shell. Нови команди може да се добавят без shell да се променя. Нововъведената команден ред на Unix за създаване на вериги от процеси тип производител-потребител, представлява един мощен програмен модел, широко достъпен за всички. Много от по-късно създадените интерпретатори с команден ред са вдъхновени от Unix shell-а.
Най-опростеният подход при Unix е изборът на ASCII текст за почти всички файлови формати. В оригиналната версия на Unix няма двоични редактори, а цялата система е конфигурирана чрез използването на командни скриптове в shell-a. Фокусирането върху текста и байтовете прави системата далеч по-мащабируема и подвижна от други системи. С времето текстово-базираните приложения доказват, че са широко използваеми в други области, като например печатни езици като PostScript и интернет протоколите, като например Telnet, FTP, SMTP, HTTP и SIP.
Unix популяризира синтаксис за правилни изрази, който намери широко разпространение. Програмният интерфейс на Unix се превръща в основен стандарт на операционните системи.
Програмният език С, скоро разпространен и извън рамките на Unix, вече се използва в много системи и приложения за програмиране.
Ранните Unix разработчици допринасят за теорията на модулацията и повторната употреба в софтуерната инженерна практика, използвайки „софтуерния“ растеж.
Unix осигурява TCP/IP мрежовите протоколи за сравнително евтини компютри, които допринасят за интернет експлозията, осигуряват свързаност в реално време и формират основата за изпълнението на много други платформи.
Политиката на Unix за предимно онлайн документация (поддържана в продължение на много години) и готовите системни кодове, достъпни за всички програмисти, дава началото на движението за „софтуер с отворен код“ през 1983 г. Водещите разработчици на Unix (и на програми, които го напускат) открай време се придържат към определен набор от културни норми за разработка на софтуер, които са станали също толкова важни и толкова влиятелни като технологията на Unix; това е наречено „философията на Unix“.

## Основни Unix команди
- Създаване и преглеждане на файлове и директории: pwd cd ls mkdir rm rmdir cp mv find locate touch
- Преглеждане и редактиране на файлове: cat tac more less ed vi  head tail vi wc
- Текстова обработка: echo grep sort uniq sed awk cut tr split printf
- Работа с дати и часове: date cal
- Сравняване на файлове: comm cmp diff patch
- Разнообразни shell инструменти: true false yes test xargs sleep time
- Административни: chmod chown ps su w who du df mount umount
- Комуникации: mail telnet ftp finger ssh

## Основни Unix процеси
- Syslog